# Temporary Secretary
«Temporary Secretary» es una canción compuesta por el músico británico Paul McCartney y publicada en el álbum de estudio de 1980 McCartney II. La canción fue publicada como tercer sencillo promocional del álbum.

## Publicación
Con una versión de diez minutos de duración de «Secret Friend» como cara B, «Temporary Secretary» fue publicado exclusivamente en el Reino Unido como sencillo de 12 pulgadas. 
La página Allmusic describió la naturaleza electrónica de «Temporary Secretary»: «De forma retrospectiva, el álbum es confuso, y lo es aún más en «Temporary Secretary», donde McCartney escupe letras ridículas con una melodía atonal conscientemente sobre un sintetizador. Las cosas rara vez son peores que eso».
En contraste, la web Popmatters.com escribió tras la reedición de McCartney II en 2011: ««Temporary Secretary» es un disparo láser futurista y maníaco con una melodía actual hirviendo por debajo a fuego lento. No tiene sentido compararlo con nada de lo que hizo McCartney anteriormente, y es lo mismo a compararlo con cualquier otra persona porque no podría hacerlo. Más que cualquier otra canción de su álbum epónimo, «Temporary Secretary» ilustra la naturaleza compleja de la producción musical de McCartney».

## Lista de canciones
Todas las canciones escritas y compuestas por Paul McCartney. 
| N.º | Título                | Duración |  |
| 1.  | «Temporary Secretary» | 3:05     |  |
| 2.  | «Secret Friend»       | 10:00    |  |

## Directo
Paul McCartney tocó por primera en directo esta canción el 23 de mayo de 2015 en un concierto en el O2 Arena de Londres junto con su actual banda, compuesta por Paul "Wix" Wickens, Abe Laboriel Jr., Rusty Anderson y Brian Ray, coincidiendo con el 50 aniversario de la publicación de Yesterday, una de sus más famosas canciones con The Beatles.
Desde entonces es un tema habitual en todos los conciertos del músico británico.